# Hagbarth Martin Schytte-Berg

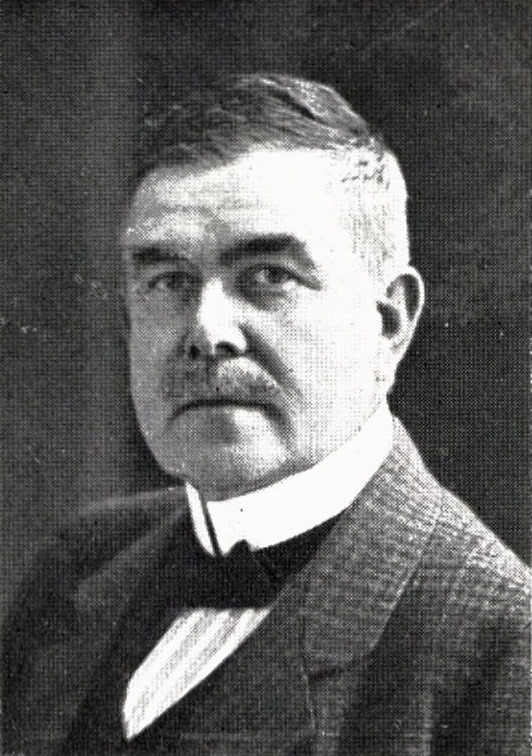
Hagbarth Schytte-Berg

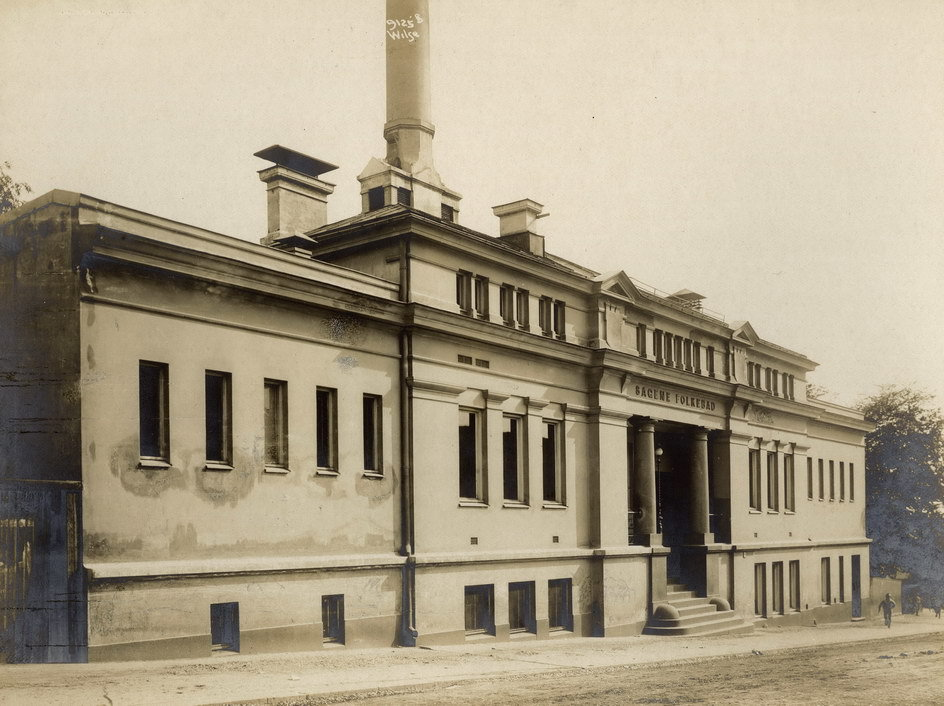
Sagene folkebad, Oslo

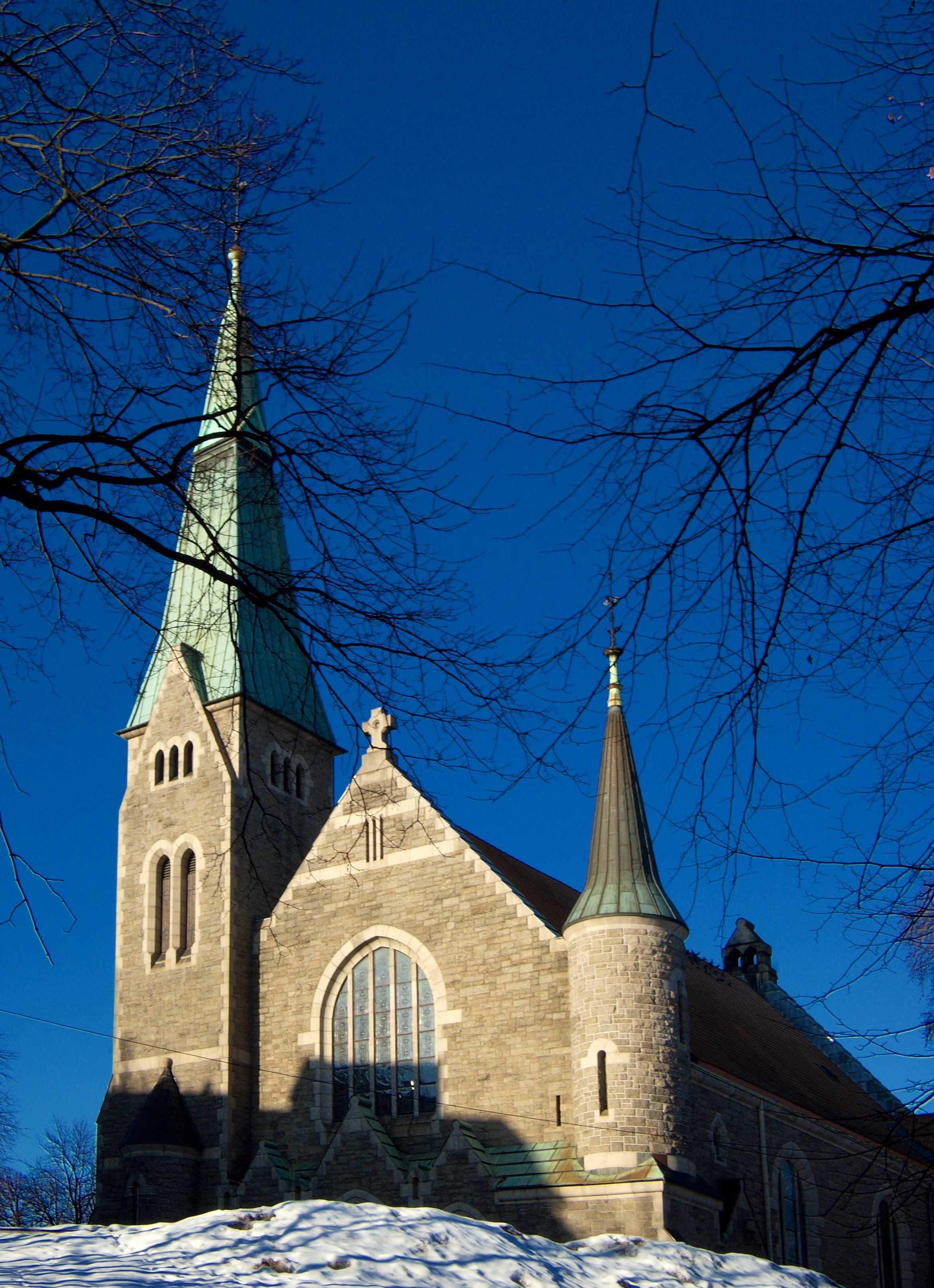
Fagerborg kirke, Oslo

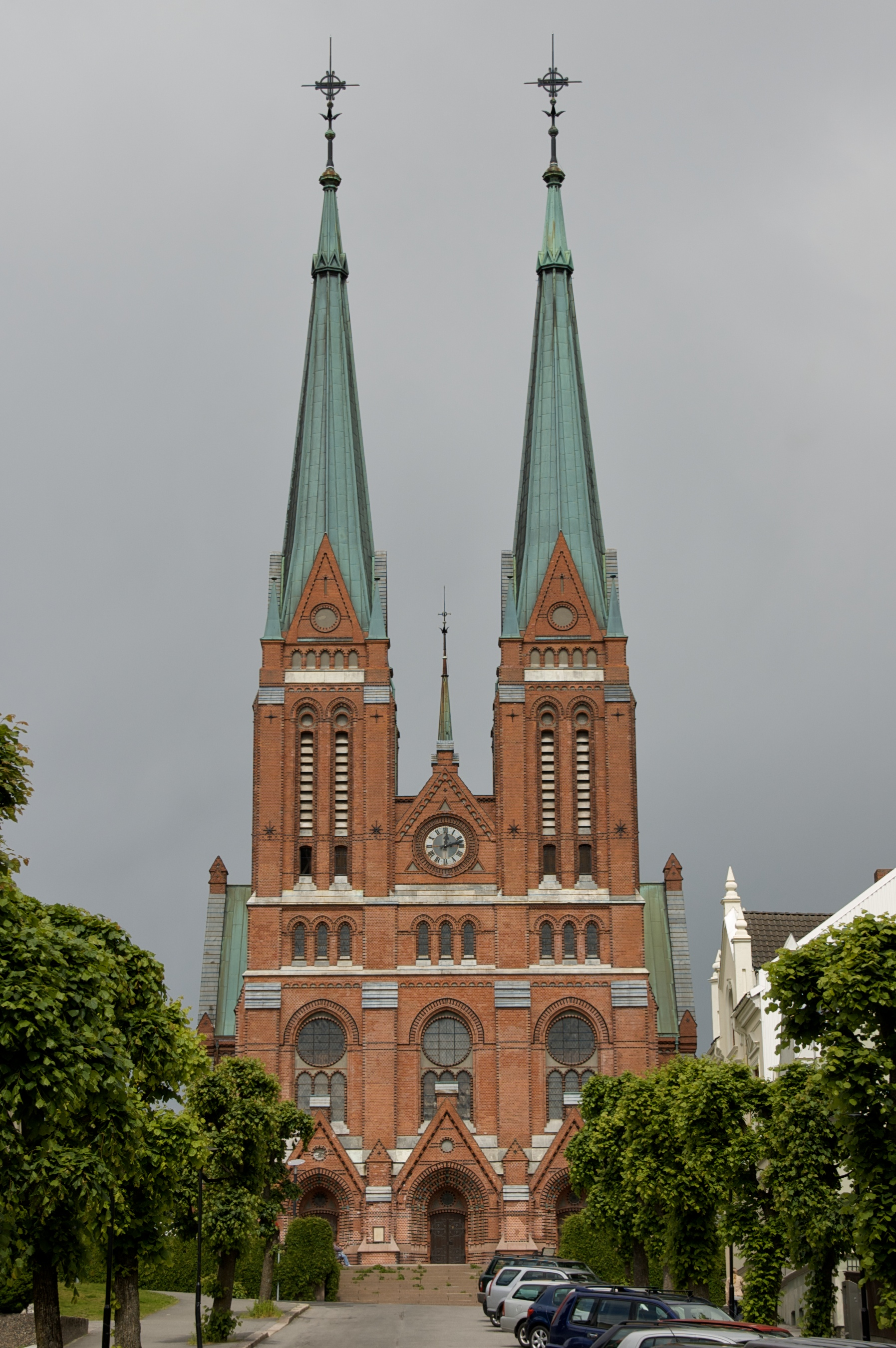
Hauptportal der Skien kirke, Skien

Hagbarth Martin Berg, später Schytte-Berg genannt, (* 15. Juli 1860 in der Gemeinde Buksnes auf den Lofoten, Norwegen; † 13. November 1944 in Trondheim, Norwegen) war ein norwegischer Architekt.

## Ausbildung und Werdegang
Bis 1879 studierte Schytte-Berg an der Trondheims Tekniske Læreanstalt in Norwegen. Von 1882 bis 1883 studierte er als Schüler von Conrad Wilhelm Hase an der Technischen Hochschule Hannover. Anschließend arbeitete er als Zeichner in Trondheim und Kristiania, dem heutigen Oslo, bis er 1887 in Skien ein eigenes Büro eröffnete. Von 1889 bis 1890 nahm er ein Studium an der Technischen Hochschule (Berlin-)Charlottenburg auf. Dort widmete er sich hauptsächlich der Sakralarchitektur als Schüler von Johannes Vollmer. Nachdem sein Studium beendet war, kehrte er nach Norwegen zurück und wurde selbst Lehrer an der tekniske skole in Skien. Von 1895 bis 1904 war er hauptsächlich in Kristiania tätig. Als im Jahre 1904 ein großer Brand die Stadt Ålesund im Fylke Møre og Romsdal fast vollständig zerstörte, wurde er einer der führenden Architekten, die maßgeblich am Wiederaufbau beteiligt waren. Ab 1907 war er in Trondheim tätig.
Schytte-Berg war seit 1882 Mitglied der Bauhütte zum weißen Blatt in Hannover.

## Auswahl bekannter Werke
- 1886–1894: Rathaus Skien, in Zusammenarbeit mit Architekt Peter Lauritz Lowzow
- 1887–1894 Skien kirke,  Evangelisch-lutherische Kirche in Skien
- um 1890/1895 mehrere Geschäftshäuser in Skien
- 1896 – Villa C. Andersen, im Drammensveien 39, Kristiania
- 1897 – Villa in der Øvre Slottsgate 4, Kristiania
- 1897 – Villa in Grensen 19, Kristiania-Grensegården
- 1897 – Sommerhaus Udröst für Alard du Bois-Reymond (Blockhaus), später Villa Louis Hagen, Bertinistraße 23, Potsdam (Deutschland): nicht erhalten
- 1897 – Villa in der Øvre Slottsgate 5: Villa, Kristiania
- 1899 – Sagene folkebad (Badeanstalt) im Sandakerveien 1-3, Kristiania
- 1899–1903 – Fagerborg kirke, evangelisch-lutherische Kirche in der Pilestredet 72, Kristiania-Fagerborg
- 1905–1907 – Svaneapoteket (Wohn- und Geschäftshaus), Apotekergården 6 (am Brosund), Ålesund
- 1905–1907 – Villa in der Hans-Strøms-gate 2, Ålesund
- 1905–1907 – Tollbugata 8-10, Ålesund: nicht erhalten
- 1913–1916 – tuberkulosesanatorium, Røkland-Vensmoen, Saltdal
- 1922–1927 – statsarkivet Trondheim (Staatsarchiv)
- 1928 – Det nye posthuset (Post- und Telegraphenamt) in der Korsegata 4, Ålesund